# Wild Soul
«Wild Soul» (Дикая душа) — песня в исполнении молдавской певицы Кристины Скарлат, с которой она представила Молдавию на конкурсе песни «Евровидение-2014».
Песня была выбрана 15 марта 2014 года на национальном отборе, что позволило Кристине представить свою страну на международном конкурсе песни «Евровидение-2014», который пройдёт в Копенгагене, Дания.